# Мак-Клур, Роберт
Роберт Джон Ле Мезюрье Мак-Клур (англ. Robert John Le Mesurier McClure; 28 января 1807, Уэксфорд, Ирландия — 17 октября 1873, Лондон, Англия) — британский полярный исследователь, первооткрыватель Северо-Западного прохода.
Родился 28 января 1807 года в Уэксфорде (Ирландия), его отец был капитаном британского военного флота и умер незадолго до его рождения. Мак-Клур воспитывался крёстным отцом губернатором Олдерни и в 1824 году вступил на службу в Королевский военно-морской флот.
В 1836—1837 годах Мак-Клур, состоя в экипаже корабля «Террор», совершил своё первое арктическое плавание, по возвращении служил на британских морских станциях в Северной Америке и Вест-Индии.
В 1848 году он вошёл в состав экспедиции Росса, отправленной на поиски Франклина и вторично совершил плавание в Арктику. В 1850 году Мак-Клур получил в командование судно «Инвестигейтор» и вновь отправился на поиски Франклина. Выйдя из Лондона Мак-Клур прошёл через всю Атлантику, обогнул мыс Горн и пройдя вдоль всего тихоокеанского побережья обеих Америк через Берингов пролив вышел в море Бофорта.
Дойдя до острова Банкс Мак-Клур повернул на юг и зазимовал в проливе принца Уэльского. Во время зимовки и весной 1851 года он совершил множество санных поездок в разных направлениях, открыл пролив между островами Банкс и Мелвилл, впоследствии названный его именем, и вышел к проливу Вайкаунт-Мелвилл, ранее достигнутому Уильямом Парри.
Зимой 1851—1852 года Мак-Клур дрейфовал во льдах у острова Банкс и был вынесен в пролив Мелвилл и далее в пролив Мак-Клур. Там, в 1853 году, под угрозой гибели судна ему пришлось оставить корабль и двигаться на санях в восточном направлении. Несколько не доходя до пролива Барроу Мак-Клур встретил экспедицию Белчера и совместно с его отрядом двинулся к юго-востоку, где Белчера дожидалось единственное уцелевшее судно его экспедиции, на котором они вернулись в Англию. Таким образом Мак-Клур, исследовав и описав проливы Мак-Клур, принца Уэльского и Вайкаунт-Мелвилл, оказался первооткрывателем Северо-Западного прохода, а вернувшись на корабле в Лондон, и первым человеком, сумевшим морем обойти по кругу обе Америки.
Вернувшись в Англию Мак-Клур был предан суду за оставление корабля, но был оправдан и за свои географические открытия посвящён в рыцари Британской империи. Также ему и его экипажу была выдана награда в размере 10 000 фунтов стерлингов, а Лондонское и Французское географические общества присудили ему большие золотые медали. В 1859 году Мак-Клур опубликовал большой отчёт о своём путешествии «Discovery of the North-West-Passage».
С 1856 по 1861 год Мак-Клур служил в Ост-Индии и во время Второй Опиумной войны принимал участие в военных действиях под Кантоном. В 1867 году был произведён в контр-адмиралы и в начале 1873 года получил чин вице-адмирала.
Скончался 17 октября 1873 года в Лондоне.
Кроме пролива в Канадском Арктическом архипелаге, именем Мак-Клура назван кратер на Луне.